# Bundestagswahlkreis Köln IV
Der Bundestagswahlkreis Köln IV war von 1965 bis 2002 ein Wahlkreis in Nordrhein-Westfalen. Er umfasste zuletzt die Stadtbezirke Kalk und Mülheim der kreisfreien Stadt Köln. Seit seiner Auflösung gehört der Stadtbezirk Kalk zum Wahlkreis Köln I und der Stadtbezirk Mülheim zum Wahlkreis Leverkusen – Köln IV. Der Wahlkreis wurde stets von Kandidaten der SPD gewonnen, zuletzt von Günter Oesinghaus.

## Wahlkreissieger
| Wahl | Name              | Partei | Erststimmen |
| ---- | ----------------- | ------ | ----------- |
| 1998 | Günter Oesinghaus | SPD    | 54,4 %      |
| 1994 | Günter Oesinghaus | SPD    | 50,6 %      |
| 1990 | Günter Oesinghaus | SPD    | 49,3 %      |
| 1987 | Günter Oesinghaus | SPD    | 51,6 %      |
| 1983 | Günter Herterich  | SPD    | 52,1 %      |
| 1980 | Günter Herterich  | SPD    | 54,0 %      |
| 1976 | Erich Henke       | SPD    | 53,8 %      |
| 1972 | Erich Henke       | SPD    | 60,2 %      |
| 1969 | Erich Henke       | SPD    | 55,4 %      |
| 1965 | Heinrich Hamacher | SPD    | 47,5 %      |

## Wahlkreisgeschichte
| Wahl      | Wahlkreisname | Gebiet                                                                          |
| --------- | ------------- | ------------------------------------------------------------------------------- |
| 1965–1976 | 62 Köln IV    | Von Köln das rechtsrheinische Stadtgebiet ohne Kalk, Humboldt-Gremberg und Poll |
| 1980–1998 | 62 Köln IV    | Von Köln die Stadtbezirke Kalk und Mülheim                                      |